# Sarah Ammerman
Sarah Julie Ammerman (Anchorage, 7 ottobre 1987) è una pallavolista statunitense.
Gioca nel ruolo di schiacciatrice e opposto nell'Odbojkarški Klub Branik Maribor.

## Carriera
La carriera di Sarah Ammerman, sorella minore del pallavolista Ryan Ammerman, inizia a livello giovanile nella formazione del Front Range; parallelamente inizia a giocare anche a livello scolastico, per la Chaparral High School, per poi giocare a livello universitario, difendendo i colori della Texas A&M University, con la quale prende parte alla Division I NCAA dal 2006 al 2009.
Nella stagione 2010 inizia la carriera professionistica con le Leonas de Ponce, nella Liga Superior portoricana. In seguito si trasferisce in Slovenia, dove gioca due annate con l'Odbojkarški Klub Branik Maribor, vincendo due scudetti e due coppe nazionali. Nel campionato 2012-13 approda nella 1. Bundesliga tedesca, ingaggiata dal Turnverein Fischbek von 1921 di Amburgo, club al quale resta legata per due annate.
Dopo una breve parentesi nelle Filippine con le Cignal HD Spikers, nel gennaio 2015 ritorna all'Odbojkarški Klub Branik Maribor, vincendo ancora una volta la Coppa di Slovenia e restando legata al club anche nel campionato 2015-16.

## Palmarès

### Club
- Campionato sloveno: 2

2010-11, 2011-12
- Coppa di Slovenia: 3

2010-11, 2011-12, 2014-15

### Premi individuali
- 2009 - All-America Third Team